# Musette de Cour

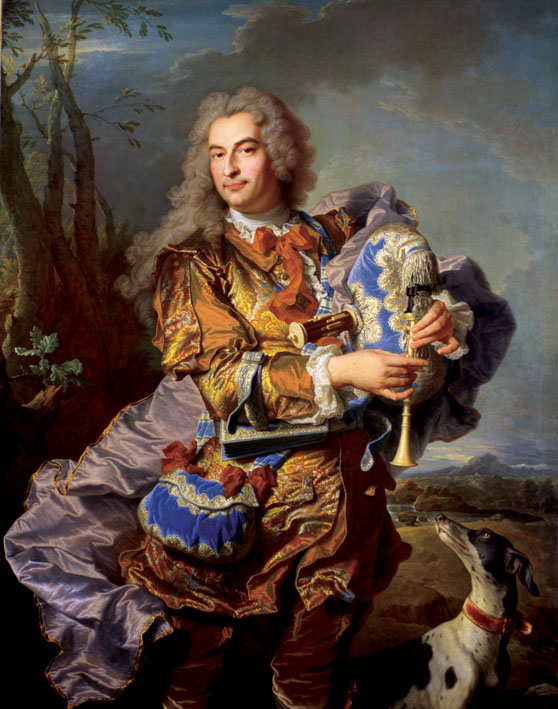
„Gaspard de Gueidan spielt auf der Musette“ (Gaspard de Gueidan en joueur de musette), Gemälde von Hyacinthe Rigaud, 1738, Musée Granet, Aix-en-Provence

Die Musette de Cour ist eine historische Sackpfeife, die im 18. Jahrhundert vor allem in Frankreich in Mode war und sich stilprägend auf den Musette-Tanz auswirkte.

## Geschichte
Französisch musette ist die Verkleinerungsform von Altfranzösisch muse, das auf Latein musa, „Sackpfeife“, zurückgeht. Das Wort muse war vom 12. bis zum 17. Jahrhundert in Gebrauch, abgeleitet ist cornemuse (vgl. cornamuse). Es gehört ferner zum Wortumfeld „Esel/Maultier“ und bedeutet auch „Fresssack der Pferde“ und „Proviantbeutel“. Damit hängen im Mittelmeerraum verschiedene Namen für „Sackpfeife“ und alte Kosenamen für „Esel“ zusammen: muso, müsa, mussa, mus und ähnlich. Müsa ist eine Sackpfeife mit einem Spiel- und einem Bordunrohr in den norditalienischen Apenninen.
Die ersten Musettes erscheinen Ende des 16. Jahrhunderts. Bereits Michael Praetorius bildet 1620 im Band 2 (De Organographia) seines Werks Syntagma musicum eine frühe Form der Musette ab, noch ohne petit chalumeau, aber bereits mit Blasebalg und Rankettbordun. Die Instrumentenbauerfamilie Hotteterre nahm maßgeblichen Anteil an der technischen Weiterentwicklung. Die zweite Spielpfeife wurde von Martin Hotteterre hinzugefügt.
Die Musette de Cour erfreute sich in der Barockzeit hoher Beliebtheit. Insbesondere im Zuge der Schäfermode, die sich für alles Ländliche begeisterte, kamen auch die Musikinstrumente des einfachen Volkes wie Dudelsack, Drehleier und Einhandflöte in Mode und hielten Einzug in die höfische Musikkultur. Dabei wurden sie technisch und optisch dem verfeinerten Geschmack der Zeit angepasst. Mit dem Ende des 18. Jahrhunderts verlor die Musette wie die anderen Instrumente der Schäfermode rasch an Bedeutung. Dennoch hat sie auf vielfältige Weise die Entwicklung mehrerer regionaler Instrumente beeinflusst, insbesondere der Smallpipes der Britischen Inseln und der zentralfranzösischen Sackpfeifen.
Die Bezeichnung Musette de Cour taucht in den Werken der Zeit nicht auf, dort wird das Instrument einfach Musette genannt, womit auch eine hochklingende Oboe gemeint sein kann. Der Zusatz de Cour (frz. „höfisch, zum Hofe gehörig“) verbindet diesen Dudelsacktyp mit dem aristokratischen Stilempfinden.

## Aufbau

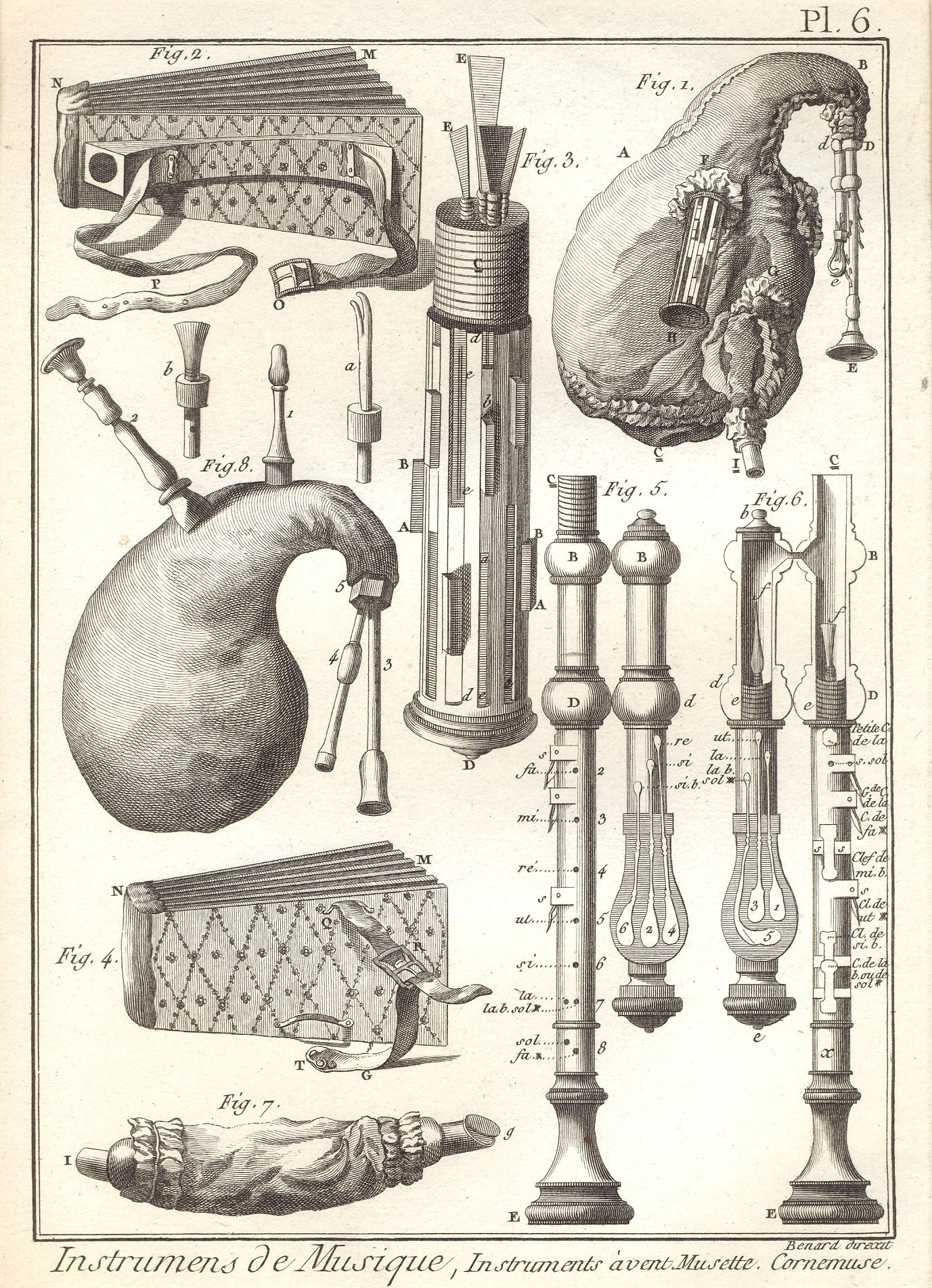
Abbildung der Musette in der Enzyklopädie von Diderot und d’Alembert, ca. 1770

Das Instrument ist für eine kunstvolle Musik ausgelegt und verfügt dementsprechend über einen Umfang von fast zwei Oktaven, eine vollchromatische Spielpfeife und mehrere umstimmbare Bordunpfeifen. Die Musette de Cour gehört zu den leisen Sackpfeifen. Sie besitzt zwei zylindrische Spielpfeifen mit Doppelrohrblättern und einen Rankettbordun mit bis zu fünf Doppelrohrblättern und Schiebern zum Ein- und Ausschalten sowie zum Stimmen der Bordune. Beide Spielpfeifen sind mit Klappen ausgestattet, die zweite Spielpfeife erklingt nur, wenn eine der Klappen gedrückt wird. Somit ist in gewissem Umfang zweistimmiges Spiel möglich. Die Musette besitzt einen genähten Ledersack, der mit einem Samtbezug verkleidet ist, und einen Blasebalg für die Luftversorgung.

## Repertoire
Die Musette war ein Instrument sowohl für den Amateurmusiker, vor allem den von Adel, als auch für die professionellen Musiker an den Adelshöfen. Daher reicht das überlieferte Repertoire von einfachen Transkriptionen populärer Lieder bis zu sehr anspruchsvollen Kompositionen der bekanntesten Komponisten der Zeit. Unter ihnen befinden sich z. B. Joseph Bodin de Boismortier, Nicolas Chédeville, Philibert de Lavigne, Jacques-Martin Hotteterre und Jean-Philippe Rameau.